# Dama de Auxerre
A Dama de Auxerre é uma pequena estátua de 65 cm encontrada no  museu de Auxerre em 1907. É o mais perfeito exemplo do estilo dedálico que caracterizou a escultura grega no século VII a.C. É uma kore e um dos mais importantes exemplares da estatuária grega arcaica. Datada de 650—625 a.C., provavelmente é uma representação da deusa Perséfone.[carece de fontes?] Possivelmente é originária de Creta. Pertence ao acervo do Museu do Louvre, em Paris.